# Nicolaus Falck
Niels Nicolaus Falck, född 25 november 1784 i Emmerlev, Nordslesvig, död 5 maj 1850 i Kiel, var en dansk-tysk jurist.
Falck erhöll en tysk uppfostran och avlade 1809 juris kandidatexamen i Kiel. År 1811 blev han kontorschef i det slesvig-holsteinska kansliet i Köpenhamn och utnämndes 1814 till professor i juridik vid Kristiania universitet; men då Norge samma år skildes från Danmark, fick han en professur i Kiel. Här blev han tillsammans med Friedrich Christoph Dahlmann en av slesvig-holsteinismens grundläggare.
Redan 1816 framställde han sin lära i Das Herzogthum Schleswig in seinem jetzigen Verhältniß zu dem Königreich Dänemark und zu dem Herzogthum Holstein, men 1832 blev han dock en av de "upplyste män", vilkas råd inhämtades i frågan om provinsialständers införande. Han utsågs 1835 av kungen till representant för universitetet i Kiel i den slesvigska ständerförsamlingen och var 1838–46 dess talman. År 1838 understödde han visserligen de danska nordslesvigarnas önskningar om danska språkets begagnande vid domstolarna, men sedermera anslöt han sig mera bestämt till det tyska partiet, vilket han 1842 gav ett kraftigt stöd genom att neka Peter Hiort Lorenzen rättighet att tala danska i församlingen.
Tillsammans med åtta andra Kielprofessorer utgav Falck 1846 en mot det kungliga "öppna brevet" rörande arvsföljden riktad skrift, Das Staats- und Erbrecht des Herzogthums Schleswig. Under upproret 1848 var han ledamot av den konstituerande församlingen och avgjord motståndare till det demokratiska partiet. Som rättslärd gjorde sig han mest känd genom sitt arbete Handbuch des schleswig-holsteinischen Privatrechts (fem band, 1825–48; ofullbordat). Dessutom utgav han "Staatsbürgerliches Magazin" (25 band, 1821–47) och meddelade där en mängd upplysningar om hertigdömenas rättsförhållanden och rättshistoria.

## Utmärkelser
- Riddare av Dannebrogorden,  1826[2]
- Dannebrogsmännens hederstecken,  1836[2]
- Kommendör av Dannebrogorden,  1840[2]

[Redigera Wikidata]